# Дулесовське сільське поселення
Дуле́совське сільське поселення — муніципальне утворення в складі Сарапульського району Удмуртії, Росія. Адміністративний центр — присілок Дулесово.
Населення становить 1028 осіб (2019, 969 у 2010, 948 у 2002).

## Склад
До складу поселення входять такі населені пункти:
| Населений пункт    | Населення, осіб (2002) | Населення, осіб (2010) |
| ------------------ | ---------------------- | ---------------------- |
| Дулесово, присілок | 667                    | 678                    |
| Макшаки, присілок  | 34                     | 49                     |
| Смолино, присілок  | 74                     | 81                     |
| Яромаска, село     | 173                    | 161                    |

В поселенні діють школа, садочок, бібліотека, клуб та фельдшерсько-акушерський пункт.